# Schlüsselgerät 41

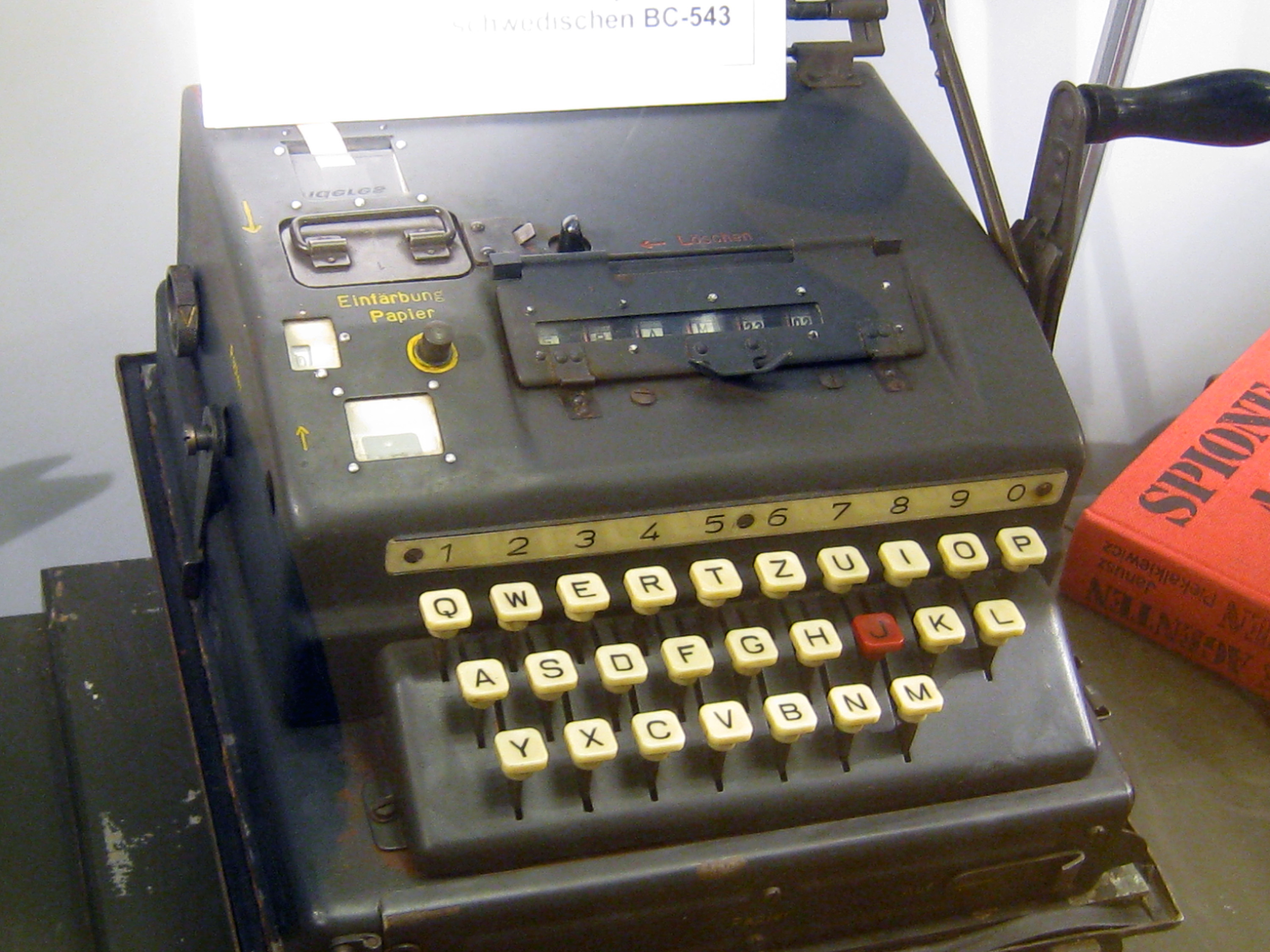
Schlüsselgerät 41 im Festungsmuseum Reuenthal. Gut zu erkennen ist die Tastatur mit den 26 Großbuchstaben des lateinischen Alphabets.

Das Schlüsselgerät 41 (SG‑41) (Spitzname: Hitlermühle) ist eine mechanische Schlüsselmaschine. Gegen Ende des Zweiten Weltkriegs wurde es in relativ geringer Stückzahl von der deutschen Abwehr (Geheimdienst) eingesetzt.

## Geschichte

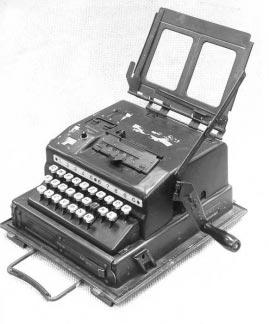
Ein SG‑41 bereit zum „Schlüsseln“

Das Schlüsselgerät 41 wurde im Auftrag des Heereswaffenamts (OKH/Wa Prüf 7/IV) unter Mitarbeit des deutschen Kryptologen Fritz Menzer (1908–2005) entwickelt und von der Firma Wanderer, einem damals führenden Hersteller von Schreibmaschinen, in Chemnitz gebaut. Das SG‑41, dessen Name auf einen Konstruktionsbeginn im Jahr 1941 hinweist, wurde wegen der seitlich angebrachten Kurbel (Bild) auch als „Hitlermühle“ bezeichnet. Es hatte – anders als die damals von der Wehrmacht in Stückzahlen von einigen Zehntausend eingesetzte Standard-Schlüsselmaschine Enigma – keine Buchstabenlampen, sondern arbeitete mit zwei Papierstreifen, einer druckte die eingegebene Buchstabenfolge aus, der andere das Ergebnis des Ver- oder Entschlüsselungsvorgangs. Aufgrund des kriegsbedingten Mangels an Leichtmetallen wie Aluminium und Magnesium, wog das Gerät mit etwa 13,5 kg mehr als ursprünglich konzipiert, und war damit eigentlich zu schwer für den Fronteinsatz.
Nach dem Motto „…jetzt muß die ENIGMA sterben“ sollte das SG‑41 ursprünglich die für nicht mehr sicher gehaltene Enigma flächendeckend ersetzen. Luftwaffe und Heer bestellten etwa 11.000 Exemplare.
Gelegentlich wird vermutet, dass aufgrund kriegsbedingter Engpässe nur rund 500 Stück des Geräts hergestellt wurden. Tatsächlich aber hatte der Chef der Amtsgruppe Wehrmachtnachrichtenverbindungen (AgWNV) im OKW, Generalmajor Thiele, das Gewicht des SG‑41 als zu hoch für den Fronteinsatz erkannt und bereits am 18. Dezember 1943 während einer Besprechung im Amt OKW/WNV festgelegt, nur 1000 Stück bis Ende 1944 herstellen zu lassen. Ab 12. Oktober 1944 begann die Auslieferung an die Abwehr. In den letzten Monaten des Krieges begann diese, das Schlüsselgerät statt der vorher verwendeten Enigma-G einzusetzen.

## Funktion

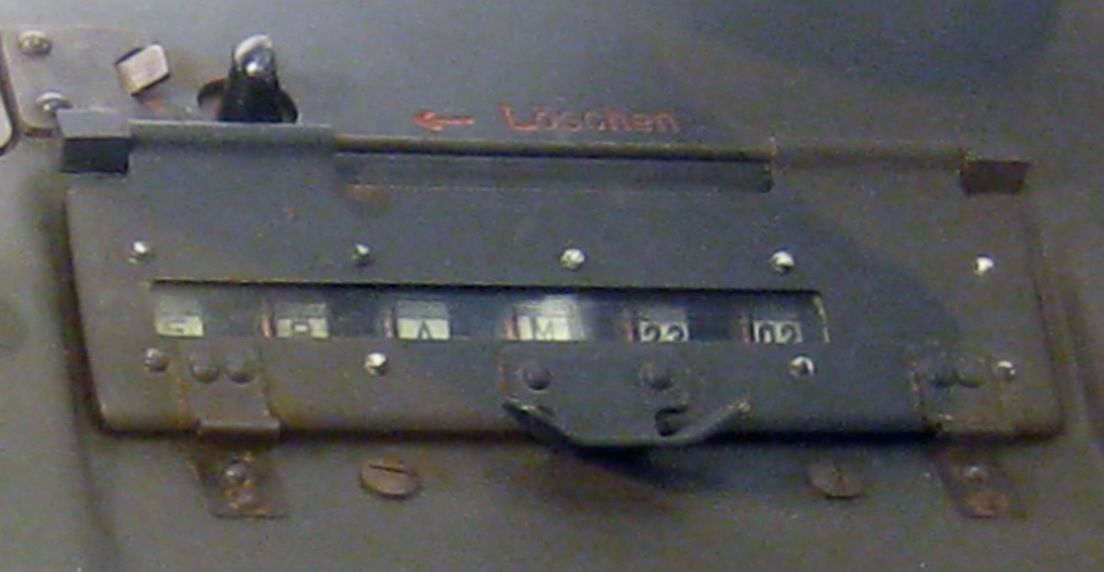
Durch die Bedienklappe hindurch erkennt man die sechs Schlüsselräder

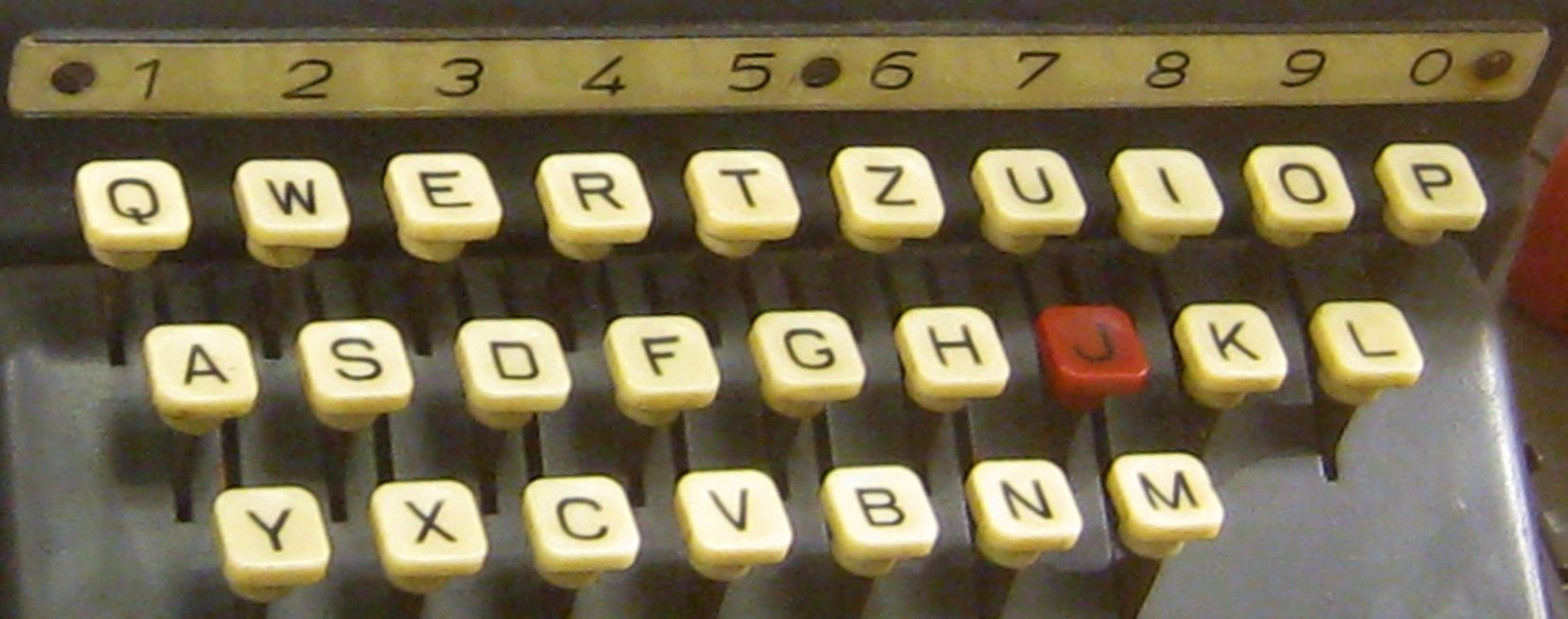
Die auffällige rote Taste (J) diente zur Erzeugung von Leerzeichen im Klartext.
Während der Geheimtext aus allen 26 Großbuchstaben bestehen konnte, standen für den Klartext nur 25 zur Verfügung (kein J). Im Bedarfsfall konnte es bei der Eingabe (Verschlüsseln) durch I oder II (Doppel-I) ersetzt werden. Beim Entschlüsseln wurde ein erhaltenes J beim Ausdruck automatisch durch ein Leerzeichen ersetzt.

Die lange Zeit unbekannte genaue Funktionsweise des SG‑41 konnte von Klaus Kopacz und Paul Reuvers nach intensiver Untersuchung eines im Crypto Museum verfügbaren gut erhaltenen Exemplars aufgeklärt werden. Über die Ergebnisse verfassten sie im Februar 2021 einen detaillierten Bericht (siehe Literatur).
Das Schlüsselgerät funktioniert gänzlich anders als die Enigma und ähnelt eher den C-Maschinen der Firma Hagelin. Es verfügt über sechs Schlüsselräder, während die Enigma I nur drei und die von den deutschen U-Booten und Schlachtschiffen eingesetzte Enigma-M4 vier hatte. Auch kommt es ohne elektrischen Strom aus, der bei der Enigma Teil des Konzepts war und dort auch zur Anzeige benötigt wurde. Beim SG‑41 musste nach Drücken einer Buchstabentaste die an der rechten Seite befindliche Kurbel einmal gedreht werden, wodurch, ähnlich wie bei einer mechanischen Rechenmaschine, alle notwendigen Verfahrensschritte durchgeführt wurden.
Laut Untersuchungen wies das SG‑41 fortschrittliche Merkmale auf, die seine kryptographische Sicherheit im Vergleich zu den Enigma-Modellen und zu zeitgenössischen Hagelin-Maschinen erhöhte. Konkret war die mechanische Fortschaltung der Schlüsselräder höchst unregelmäßig und die Schlüsselräder beeinflussten sich in ihren Bewegungen gegenseitig. Vergleichbare Merkmale tauchten erst 1952 mit der kommerziell verfügbaren Hagelin-Maschine CX-52 auf.

## Schlüsselraum
Die Schlüssellänge als Maß für die Größe des Schlüsselraums, also die Anzahl der möglichen Schlüssel, ermittelt sich hier aus dem inneren Schlüssel und dem äußeren Schlüssel. Der innere Schlüssel wird durch das Setzen von insgesamt 144 Bolzen (25 + 25 + 23 + 23 + 24 + 24 = 144) gebildet, wie die setzbaren Stifte an den Schlüsselrädern genannt wurden. Der äußere Schlüssel entspricht der Einstellung der Drehposition der sechs Schlüsselräder. Für Letzteren gibt es 25 · 25 · 23 · 23 · 24 · 24 = 190.440.000 Möglichkeiten (entspricht knapp 28 bit). Für die Einstellung der Bolzen kommt der Faktor 2144, entsprechend 144 bit hinzu.
Insgesamt ergibt sich eine Schlüssellänge von fast 172 bit, also deutlich mehr als die 76 bit der Enigma I oder die 86 bit der Enigma‑M4.
Zu beachten sind hier allerdings sogenannte schwache Schlüssel, die zu einer ungewollten Schwächung der Verschlüsselung führen können. Dazu gehören bestimmte Kombinationen von Bolzeneinstellungen, die zu unerwünschten Reduktionen der Schlüsselperiode führen. Diese müssen durch entsprechende Verfahrensvorschriften vermieden werden. Leider sind keinerlei authentische Bedienhandbücher bekannt.

## Kryptanalyse
Für die britischen Codeknacker im englischen Bletchley Park blieb das Schlüsselgerät 41 ein „Mysterium“. Nur in seltenen Einzelfällen, nämlich bei Vorliegen eines Depth (Klartext-Klartext-Kompromiss), gelang der Bruch einer mit dem SG‑41 verschlüsselten Nachricht. Die genaue Funktionsweise des deutschen Geräts konnte nicht rekonstruiert werden. Insofern gelang es Bletchley Park auch nicht, eine systematische Kryptanalyse durchzuführen oder gar eine erfolgversprechende Entzifferungsmethode gegen das Schlüsselgerät zu entwickeln. Die Alliierten nannten es respektvoll eine remarkable machine (deutsch „bemerkenswerte Maschine“).
In einer Untersuchung aus dem Jahr 2021 kommt der Autor George Lasry zu dem Schluss, dass die kryptographische Sicherheit des SG‑41 in etwa dem des Data Encryption Standards (DES) entspricht, dem Standardverfahren, das über mehrere Jahrzehnte gegen Ende des 20. Jahrhunderts weit verbreitet war, und sagt: „It is much more secure than Enigma, and probably provides the same level of security as SIGABA and T52e, the most sophisticated cipher machines of the time“ (deutsch „Es [das SG‑41] ist viel sicherer als die Enigma und bietet wahrscheinlich das gleiche Sicherheitsniveau wie die Sigaba und die T52e, die fortschrittlichsten Chiffriermaschinen der [damaligen] Zeit“).

## SG-41Z
Während der letzten Kriegsmonate bis April 1945 wurden weitere 550 Exemplare gefertigt. Dabei handelte es sich vermutlich um die Version SG‑41Z. Dieses Modell wies nur zehn Zifferntasten auf (statt der 26 Buchstabentasten des SG‑41) und diente zur Verschlüsselung von Wettermeldungen. Es wird vermutet, dass die Luftwaffe es in ihrem Wetternachrichtennetz eingesetzt hat.

## Fund von Aying
Am 5. Mai 2017 wurde von Hobby-Schatzsuchern in einem Wald nahe der oberbayerischen Gemeinde Aying ein SG‑41 gefunden, das dort im Boden vergraben lag. Die Finder übergaben es dem Deutschen Museum.